# Barni Racing
Barni Racing è una squadra motociclistica con sede in Italia nata nel 1996 con il nome di team Spring. All'epoca della nascita, i titolari della squadra erano Marco Barnabò (tuttora team manager) e il pilota Matteo Colombo.

## Storia
La squadra è stata negli anni principalmente impegnata in competizioni di livello nazionale come il CIV e l'italiano Sport Production e in trofei mono-marca Ducati. Da sempre legato alle moto della casa di Borgo Panigale, la squadra ha utilizzato per alcune stagioni anche moto Honda e Suzuki. Nel biennio 1996/97 la squadra partecipa come wild card ad alcune gare del campionato europeo Supersport e nella stagione successiva a una gara del mondiale Supersport senza ottenere punti iridati.
Nel 2004 e nel 2005, la squadra partecipa al campionato mondiale Endurance con una Ducati 999 classificandosi rispettivamente al 23º e al 14º posto finale. Da ricordare il 5º posto alla 200 miglia di Vallelunga del 2005. Dalla stagione 2006, quando Lorenzo Mauri si classifica nono nell'italiano Superbike con un podio, Matteo Colombo abbandona l'attività agonistica che da 10 anni portava avanti con la squadra, affiancato di volta in volta da altri piloti italiani. Nel 2007 il team schiera il solo Lorenzo Mauri nel CIV Superbike il quale chiude la stagione al settimo posto conquistando 48 punti. Nel 2008 i piloti titolari Lorenzo Mauri e Giovanni Baggi si classificano rispettivamente quinto e ventisettesimo nel campionato italiano Superbike. Nel 2009, la squadra cambia nome per scegliere l'attuale denominazione di "Barni Racing", questo è anche l'anno in cui la squadra sfiora la conquista dei titoli italiani Superstock e Superbike grazie al secondo posto di Luca Conforti nella Superbike e al terzo di Domenico Colucci nella Stock 1000. Nel 2010 partecipa al campionato italiano Superbike con quattro Ducati 1098R affidate a Lorenzo Mauri, Stefano Cruciani, Luca Conforti e Alessandro Polita. Polita vince il titolo piloti con una gara d'anticipo rispetto al termine della stagione, avanzando di 41 punti il compagno di squadra Cruciani.
Nel 2011, con il supporto del team Italia e della Federazione Motociclistica Italiana, partecipa alla Superstock 1000 FIM Cup ed al campionato Italiano Velocità categoria Stock 1000 affidando la Ducati 1098R a Danilo Petrucci che, nella Stock 1000 sfiora il titolo di campione arrivando a tre punti dall'altro ducatista Davide Giugliano. Sempre nella stessa stagione continua la partecipazione al campionato italiano Superbike con il riconfermato Alessandro Polita e con Matteo Baiocco, che ottengono anche delle Wild card per partecipare ad alcune gare del mondiale Superbike riuscendo ad ottenere entrambi qualche punto. Nel 2012 il team partecipa alla Superstock 1000 FIM Cup affidando la Ducati Panigale R agli italiani Lorenzo Savadori e Eddi La Marra, che chiuderanno la stagione rispettivamente quinto e secondo in classifica, andando a vincere una gara a testa. Per quanto concerne il campionato Italiano Velocità i piloti sono Matteo Baiocco e Luca Conforti. Baiocco è campione italiano classe Superbike oltre a partecipare ad alcune gare del mondiale Superbike raccogliendo otto punti.
Nel 2013 la squadra non partecipa al mondiale Superbike, mentre partecipa alla Superstock 1000 FIM Cup sempre con motociclette Ducati affidandole agli italiani Eddi La Marra e Niccolò Canepa. La Marra, pur chiudendo la stagione al settimo posto, sarà capace di far sua una gara, il Gran Premio d'Olanda ad Assen mentre Canepa, pur non vincendo gare, si laurea vice-campione di categoria con sei piazzamenti a podio in dieci gare. Nel campionato Italiano Superbike i piloti schierati sono lo stesso La Marra, che vince il titolo, Ivan Goi e Kevin Calia, che chiudono la stagione rispettivamente al quarto e al nono posto in classifica.
Nel 2014 la partecipazione al mondiale Superbike è limitata a un paio di wild card per Ivan Goi mentre nella Superstock 1000 FIM Cup vengono schierate due moto affidate all'argentino Leandro Mercado e al ceco Ondřej Ježek. Proprio Mercado porta alla squadra il primo titolo della sua storia, superando all'ultima gara stagionale l'italiano Lorenzo Savadori. Ježek chiude sesto in classifica con una vittoria all'attivo. Sul fronte del Campionato Italiano i piloti schierati sono l'italiano Ivan Goi e il sammarinese Manuel Poggiali. Proprio Goi si laurea campione italiano classe Superbike. Nel 2015 la squadra fa il suo esordio come compagine titolare nel campionato mondiale Superbike, schierando una Ducati Panigale R affidata all'argentino, già campione della Superstock 1000 FIM Cup, Leandro Mercado. Mercado porta a termine una stagione regolare, nella quale riesce a totalizzare 142 punti che gli valgono l'ottavo posto finale. Risulta inoltre il secondo ducatista in classifica finale, solo il gallese Chaz Davies sulla Ducati ufficiale, ottiene più punti. Nella Superstock 1000 FIM Cup le due moto vengono affidate al confermato Ondřej Ježek e al tedesco Marc Moser. Chiudono la stagione rispettivamente al quinto e tredicesimo posto, senza ottenere vittorie in gara.
Nel 2016 l'unica Ducati Panigale R del team nel campionato mondiale Superbike viene affidata allo spagnolo Xavi Forés, mentre nella Superstock 1000 FIM Cup viene schierata un'unica moto, affidata all'italiano Emanuele Pusceddu. Per quanto concerne il campionato mondiale Superbike, Forés chiude la stagione al nono posto in classifica piloti, con 151 punti all'attivo. Da segnalare il terzo posto in Gara 2 nel Gran Premio di Germania dove lo spagnolo ottiene anche il giro più veloce. Nella Superstock 1000 FIM Cup invece Pusceddu non ottiene punti validi per il campionato.
Nel 2017 la squadra partecipa nuovamente al mondiale Superbike con la Ducati Panigale R affidata al confermato Xavi Forés. Non viene schierata alcuna moto nella Superstock 1000 FIM Cup. Per quanto concerne il CIV Superbike, al confermato Michele Pirro e a Matteo Ferrari viene affiancato il giovane, classe 97, Samuele Cavalieri. Nel 2018 la squadra è nuovamente impegnata sul mondiale Superbike e sul CIV Superbike, con gli stessi tre piloti della stagione precedente. In occasione del Gran Premio d'Argentina, grazie al secondo posto ottenuto in gara 2, Xavi Forés vince il trofeo Indipendenti. Al termine della stagione Forés è settimo in classifica piloti mentre la squadra è quinta nella classifica riservata ai team. Per quanto concerne la Superstock 1000 la presenza di Barni si limita alle due gare in territorio italiano con i piloti wild card Samuele Cavalieri e Matteo Ferrari, quest'ultimo ottiene un'affermazione a Imola. Nel CIV Pirro è nuovamente campione, Ferrari si piazza secondo e Cavalieri nono. Nel 2019 la squadra mette in pista la Ducati Panigale a quattro cilindri affidandola a Michele Pirro e Alex Bernardi nel CIV e a Michael Ruben Rinaldi nel mondiale Superbike. Pirro si conferma campione italiano Superbike mentre Rinaldi chiude tredicesimo nel mondiale e sesto nel trofeo Indipendenti risultando, in un paio di occasioni, il miglior pilota Ducati al traguardo.
Nel 2020 il pilota titolare di Barni nel mondiale Superbike avrebbe dovuto essere Leon Camier il quale non disputa nessuna gara per i postumi di un infortunio. Prima del termine della stagione le strade di Barni e Camier si dividono consensualmente. Si avvicendano come sostituti in stagione gli italiani Marco Melandri, Matteo Ferrari e Samuele Cavalieri. Nel CIV Cavalieri è vicecampione Superbike, mentre Michele Pirro chiude all'ottavo posto. Nel 2021 il team si schiera inizialmente con Esteve Rabat nel mondiale Superbike. Rabat viene sostituito a stagione in corso da Samuele Cavalieri che conclude il campionato totalizzando sedici punti. Nel CIV il team torna alla vittoria del titolo con Michele Pirro.
Nel 2022 il team conquista il titolo (secondo consecutivo) con Michele Pirro nel campionato italiano Superbike. Sempre a livello nazionale prende parte, con una Ducati Panigale V2 alla categoria next generation nel campionato Italiano Supersport con Nicholas Spinelli. Spinelli vince al Mugello e, grazie ad altri sette piazzamenti a podio, sopravanza di dieci punti il pilota Yamaha Massimo Roccoli laureandosi campione italiano. Con la stessa tipologia di motociclette il team è impegnato anche nel mondiale Superbike (dove gareggia con Luca Bernardi, sostituito al fine stagione da Xavi Forés e chiude all'undicesimo posto in classifica a squadre) e nel mondiale Supersport dove Oliver Bayliss è sedicesimo in campionato.
Nel 2023 Pirro chiude secondo nel campionato italiano, concorrendo per il titolo fino all'evento finale a Imola. Il team non si schiera nel CIV Supersport se non per qualche gara come wild card disputata da Yari Montella titolare con Barni nel mondiale. In Superbike l'esordiente Danilo Petrucci ottiene tre piazzamenti a podio classificandosi secondo nel Trofeo Indipendenti. Montella, dopo essere salito cinque volte sul podio, chiude nono in Supersport. Nel 2024, in Superbike, il team riconferma Danilo Petrucci come pilota titolare. A seguito di un infortunio rimediato durante un allenamento in motocross, Petrucci è costretto a saltare il Gran Premio di Assen, e viene sostituito dall'esordiente Nicholas Spinelli. In questa occasione, durante Gara 1, Spinelli ottiene la vittoria al debutto in categoria, inoltre conquista il primo successo nel mondiale Superbike per il team. Successo che verrà poi replicato da Petrucci, che in occasione del Round d'Italia al Cremona Circuit, conquista la vittoria in tutte e tre le gare in programma, portando al team la prima tripletta di gare in un evento. Al termine del campionato arriva la vittoria del Trofeo Indipendenti, sia per la squadra che per il pilota. In Supersport il confermato Montella, nonostante le sette vittorie stagionali, deve accontentarsi del terzo posto in classifica. Nel CIV Superbike Michele Pirro conquista il titolo nazionale con Barni Racing che da il suo contributo anche al titolo Supersport: lo vince Davide Stirpe con una Panigale V2 gestita da Garage 51 Barni by dto.